# La Villedieu (Creuse)
Les Villedieu – miejscowość i gmina we Francji, w regionie Nowa Akwitania, w departamencie Creuse.
Według danych na rok 1990 gminę zamieszkiwały 53 osoby, a gęstość zaludnienia wynosiła 9 osób/km² (wśród 747 gmin Limousin Les Villedieu plasuje się na 537. miejscu pod względem liczby ludności, natomiast pod względem powierzchni na miejscu 635.).